# OPPOデバイスの一覧
本項では、電子機器メーカーであるOPPOが発売するスマートフォンやタブレットの一覧についてまとめる。
OPPOの日本法人（オウガ·ジャパン）のデバイスに関しては「オウガ・ジャパン#日本で発売済みの製品」を参照。

## 凡例
- 機種名
プロセッサ / メモリ / ストレージ
OSバージョン（プリインストールおよび最新）

本記事では特記なき限り、搭載プロセッサのブランド名はSnapdragonを省略、DimensityはDと表記する。メモリおよびストレージ容量の単位はGBであり、最大構成を表記している。

## スマートフォン

### Find X シリーズ
Find Xシリーズはフラッグシップモデルとして販売されている高価格帯のスマートフォンである。2024年8月現在、6世代14機種が存在する。
- Find X8 Pro

- Find X8
D9400 / 12 / 256
ColorOS 15

- Find X7 Ultra
8 Gen 3 / 16 / 512
ColorOS 14

- Find X7
D9300 / 16 / 512
ColorOS 14

- Find X6 Pro
8 Gen 2 / 16 / 512
ColorOS 13 > 14

- Find X6
D9200 / 16 / 512
ColorOS 13 > 14

- Find X5 Pro
8 Gen 1 および MariSilicon X / 12 / 256
ColorOS 12 > 14

- Find X5
888 / 8 / 256
ColorOS 12 > 14

- Find X5 Lite

- Find X3 Pro
888 / 12 / 512
ColorOS 11 > 14

- Find X3
870 / 12 / 256
ColorOS 11 > 14

- Find X3 Neo

- Find X3 Lite

- Find X2 Pro
865 / 12 / 512
ColorOS 7 > 13

- Find X2
865 / 8 / 256
ColorOS 7 > 13

- Find X2 Lite

- Find X
845 / 8 / 256
ColorOS 5 > 11

### Find N シリーズ
Find Nシリーズは折りたたみが可能な高価格帯のスマートフォンである。2023年末現在、3世代5機種が存在する。
- Find N3
- Find N3 Flip
- Find N2
- Find N2 Flip
- Find N

## タブレット
タブレットはすべてOPPO Padのシリーズ名で発売されている。その中では中価格帯の無印と、低価格帯のAirに分類される。2023年末現在、2世代3機種が存在する。
- OPPO Pad 3 Pro
8 Gen 3 / 12 / 256
ColorOS 14

- OPPO Pad 2
D9000 / 12 / 256
ColorOS 13 > 14

- OPPO Pad Air
695 / 6 / 128
ColorOS 12 > 13

- OPPO Pad
870 / 8 / 256
ColorOS 11 > 13